# Савини, Том
Том Савини (англ. Tom Savini; род. 3 ноября 1946, Питтсбург, Пенсильвания, США) — американский постановщик спецэффектов, гримёр, режиссёр и актёр.

## Биография

### Детство и юность, служба во Вьетнаме
Том Савини родился 3 ноября 1946 г. в Питтсбурге, штат Пенсильвания, США. Ещё с детства он увлёкся экспериментами с гримом, оказавшись под влиянием биографического фильма о жизни Лона Чейни «Человек с тысячью лицами» (1957). В то время как мальчишки играли в футбол, маленький Том мог часами просиживать перед зеркалом, нанося на лицо грим. В 1969-70 гг. Том служил во Вьетнаме в качестве военного фотографа.

### Начало кинокарьеры: 1972—1985
Когда Том Савини попал в кинобизнес его философией стало выражение «Чем больше ты делаешь, тем больше тебе приходится делать». Он начал свою карьеру в качестве специального гримёра в фильме Боба Кларка «Смертельный сон» (1972). И уже в следующей картине Кларка «Безумец» (1974) он был главным гримёром. Затем он на протяжении 6 лет работал как фотограф днём, а вечером составлял репертуар для провинциального театра в Северной Каролине, периодически выступая там как актёр, ну и, само собой разумеется, был там гримёром.
Позже стал хорошим другом Джорджа Ромеро. Делал спецэффекты для его фильмов «Мартин» (1977), «День мертвецов» (1985). В последнем фильме Савини помогал его ученик Грег Никотеро. В 1984 году Савини выступил в качестве режиссёра, сняв три эпизода для сериала «Сказки тёмной стороны».

### 1985 — настоящее время
В 1990 году, опять же в качестве режиссёра, снял ремейк фильма «Ночь живых мертвецов». В 2005 году Савини сыграл роль-камео в фильме Джорджа Ромеро «Земля мёртвых». Два года спустя в «Планете страха» Том сыграл неуклюжего полицейского. За весь фильм он убил только одного зомби, старика с капельницей и подстрелил своего шефа — шерифа. Впоследствии по сюжету его растерзали зомби.

## Признание и известность
Благодаря созданным Савини специальным эффектам, отличавшихся высоким натурализмом и позволивших многим фильмам собрать большие кассовые сборы, он был прозван «Гением крови». За свою кинокарьеру Савини в 1980 году был номинирован на кинопремию «Сатурн» в категории «лучший грим» за фильм «Рассвет мертвецов», а в 1986 году был удостоен той же премии и в той же номинации за фильм «День мертвецов». В 2003 году Савини на New York City Horror Film Festival был удостоен премии Lifetime Achievement Award.
Хотя профессия мастера по специальным эффектам не обязывает появления на экране, Савини стал наиболее широко известен зрителю, сыграв роль Секс-машины в фильме Роберта Родригеса «От заката до рассвета». При этом ходили слухи, что Савини является патологическим человеком с болезненно жестокими наклонностями.
Тома Савини можно также видеть в роли киллера Осириса Аманпура в фильме Родригеса «Мачете» (2010), а также в его сиквеле «Мачете убивает».

## Фильмография

### Режиссёр
- 1984—1988 — Сказки тёмной стороны[англ.]/ Tales from the Darkside:

1. Inside the Closet
2. Family Reunion
3. Halloween Candy (сладость или гадость)
4. Tom Savini’s Chill Factor

- 1990 — Ночь живых мертвецов / Night of the Living Dead
- 2011 — Театр абсурда / The Theatre Bizarre (новелла Wet Dreams)
- 2019 — Калейдоскоп ужасов / Creepshow (новелла «У серебристых вод озера Шамплейн»)

### Актёр
1. 1977 — Мартин / Martin — Артур
2. 1978 — Рассвет мертвецов / Dawn of the Dead — байкер-мародёр с мачете
3. 1980 — Маньяк / Maniac — диско-парень
4. 1981 — Рыцари на колесах /  Knightriders — Морган
5. 1982 — Калейдоскоп ужасов /  Creepshow  — мусорщик
6. 1987 — Калейдоскоп ужасов 2 /  Creepshow 2 — Крип
7. 1992 — Кровь невинных / Innocent Blood — газетный фотограф
8. 1993 — Смертоубийца / Heartstopper — лейтенант Рон Варго
9. 1995 — Разрушительница / The Demolitionist
10. 1996 — Мистер Стич / Mr. Stitch
11. 1996 — От заката до рассвета / From Dusk till Dawn — «Секс Машина»
12. 1997 — Исполнитель желаний
13. 2000 — Шина (телесериал, 2000) / Sheena — Питер Рейнольдс
14. 2001 — Паутина тьмы / Web of Darkness
15. 2001 — Дети шпионов / Spy Kids
16. 2001 — Дети живых мертвецов / Children of the Living Dead — инструктор по выживанию Хьюз
17. 2002 — Потрошитель / The Ted Bundy Story — следователь
18. 2004 — Рассвет мертвецов / Dawn of the Dead (2004) — Шериф
19. 2005 — Земля мёртвых / Land of the Dead — Зомби с мачете
20. 2005 — Проклятый лес / Forest of the Damned
21. 2006 — За стеною сна / Beyond the Wall of Sleep — шериф
22. 2007 — Планета страха / Grind House. Planet Terror — Помощник шерифа
23. 2008 — Пропащие ребята: Племя / Lost boys — Хозяин особняка в начале фильма
24. 2008 — Зак и Мири снимают порно / Zack and Miri Make a Porno — Дженкинс, хозяин гаража в середине фильма
25. 2010 — Мачете / Machete — Осирис Аманпур
26. 2011 — Театр абсурда / The Theatre Bizarre (новелла Wet Dreams) — доктор Мори
27. 2012 — Джанго освобождённый / Django Unchained
28. 2012 — Хорошо быть тихоней / The Perks of Being a Wallflower — Мистер Каллахан
29. 2013 — Мачете убивает / Machete Kills — Осирис Аманпур
30. 2014 — 4-й рейх / 4-th reich — штандартерфюрер СС Оскар фон Дирлевангер
31. 2016 — От заката до рассвета (телесериал) / From Dusk till Dawn — Берт, охотник на вампиров (3 сезон)

### Специальные эффекты
1. 1974 — Смертельный сон / Dead of Night
2. 1974 — Безумец /  Deranged
3. 1977 — Мартин / Martin
4. 1978 — Рассвет мертвецов / Dawn of the Dead (1978)
5. 1980 — Маньяк / Maniac
6. 1980 — Пятница, 13-е / Friday, the 13th
7. 1981 — Глаза незнакомца / Eyes of a Stanger
8. 1981 — Сожжение / The Burning
9. 1981 — Незнакомец / The Prowler
10. 1982 — Калейдоскоп ужасов /  Creepshow
11. 1984 — Пятница, 13-е, часть 4: Последняя глава / Friday the 13th-4: The Final Chapter
12. 1984 — Любовники Марии / Maria’s Lovers
13. 1985 — День мертвецов /  Day of the Dead (1985)
14. 1985 — Вторжение в США / Invasion USA
15. 1988 — Обезьяньи проделки / Monkey Shines
16. 1986 — Техасская резня бензопилой 2 / Texas Chainsaw Massacre 2
17. 1989 — Красный скорпион /  Red Scorpion
18. 1993 — Травма / Trauma
19. 1993 — Некрономикон /  Necronomicon
20. 1994 — Убить Зои / Killing Zoe
21. 1996 — Мистер Стич /  Mr. Stitch

## Примечание
1. ↑  Tom Savini // filmportal.de — 2005.
2. ↑  Tom Savini // Internet Speculative Fiction Database (англ.) — 1995.
3. ↑  Л. Алова «Видеодайджест», 1990 год, № 4 (недоступная ссылка)
4. ↑  IMDB.com. Дата обращения: 29 сентября 2009. Архивировано 3 мая 2006 года.